# Acento circunflexo
O circunflexo (^) é um sinal diacrítico usado na escrita dos alfabetos grego e latino utilizado em diversos idiomas, tanto como na romanização e na transcrição linguística. A etimologia de seu nome deriva do latim circumflexus. O circunflexo, na escrita latina, tem a forma de chaveirão (^), enquanto o circunflexo no alfabeto grego pode ser descrito como um til (~) ou como uma branquia invertida (◌̑).
Com as diversas reformas ortográficas aplicadas ao longo do tempo, vários idiomas dispensaram o uso do circunflexo; atualmente ele é utilizado em mais de 12 idiomas, incluindo o grego, francês, esperanto, norueguês, romeno, eslovaco, vietnamita, japonês romaji, galês, português, italiano e africâner. Na matemática, é utilizado para representar uma potência.

## Aplicação

### Grego
No grego, o circunflexo ocorre (sujeito a certas regras) na sílaba acentuada de uma palavra, sempre nas vogais longas e onde há um aumento e depois uma queda no tom no grego antigo. É usado na ortografia polifônica tradicional, às vezes com uma forma similar ao til, mas na ortografia monotônica usada no grego moderno ele é substituído pelo acento agudo.

### Francês
No francês, o circunflexo é usado nas vogais â, ê, î, ô e û. Geralmente representa a letra s que foi suprimida na pronúncia da palavra - por exemplo, hôpital ("hospital"), forêt ("floresta"). A letra ê é pronunciada como è. Na pronúncia comum do centro e norte da França, ô é pronunciado como o eau francês; na pronúncia comum do sul da França, nenhuma distinção é feita entre ô e o. Na pronúncia belga, o circunflexo frequentemente alonga as vogais; fête ("festa") é mais longa que fait ("fato").

### Chichewa
Em chichewa, ŵ denota a bilabial fricativa sonora (IPA: β), daí o nome do país Malaŵi na língua nativa.

### Esperanto
Em esperanto, é usado nas letras ĉ, ĝ, ĥ, ĵ e ŝ. Indica uma consoante completamente diferente da forma não acentuada, e é considerada uma letra separada para propósitos de comparação.

### Norueguês
Em norueguês, é usado, com a exceção das palavras emprestadas, no ô e no ê quase exclusivamente nas palavras fôr (do antigo norueguês fóðr) ("comida de animal"), lêr (do antigo norueguês leðr) ("pele") e vêr (do antigo norueguês veðr) ("estado atmosférico").

### Inglês
No inglês, é às vezes mantido nas palavras emprestadas de outras línguas que o usam na palavra original; por exemplo rôle (papel (função), função social).

### Romeno
No romeno, é usado nas vogais â e î para representar um som similar ao russo 'yery'.

### Eslovaco
Em eslovaco (em eslovaco vokáň) transforma a letra o no ditongo ô /u̯o/.

### Vietnamita
No vietnamita, o circunflexo ajuda a distinguir três pares de vogais: ô [o] e o [ɔ], ê [e] e e [ɛ], â [ɐ] e a [ɑ]. Como não é um sinal tonal, pode-se, por exemplo, encontrar associação do circunflexo com um sinal tonal, como ệ, que aparece na palavra Việt Nam.

### Japonês
No japonês romaji Kunrei-shiki, o circunflexo sinaliza as vogais longas. É também ocasionalmente usado como substituto para o macron indicador de vogais longas no sistema Hepburn.

### Galês
Em galês, o circunflexo (coloquialmente conhecido como to bach - "telhadinho") é usado nas vogais a, e, i, o, u, w, y para diferenciação entre palavras com a mesma grafia. O circunflexo no galês confere à vogal um som longo, por exemplo môr e mor. Como tanto y como w são utilizadas como vogais, podem ocorrer com acento circunflexo: tŷ (casa), dŵr (água).

### Português
No português, é usado no â, ê e ô. Os dois últimos denotam as vogais médias fechadas tônicas [e] e [o]. O â (sempre antes de uma consoante nasal - m ou n: pântano, câmara) denota uma vogal central tônica, levemente nasalizada no português falado no Brasil. É às vezes empregado para distinguir certas palavras, como por exemplo por e pôr. Seu uso tem sido bastante reduzido em Portugal como consequência das reformas ortográficas.

### Italiano
No italiano é usado nos plurais de singulares terminados em -io, dessa forma finalizando-os com um longo i. No italiano moderno isso é completado com um duplo ou um simples i como em varî, varj, varii, vari (vários, plural de vário).

### Acádio
Na transcrição do acádio, é usado para indicar uma vogal longa resultante de uma contração do aleph.

### Firulano
No friulano nas vogais a, e, i, o, u para indicá-las como longas; as vogais longas são uma característica típica do friulano, sendo o circunflexo bastante utilizado.
O nome do diacrítico procede do latim circumflexus (dobrado em torno de) - tradução do grego perispomene (περισπωμένη).